# Navas del Selpillar
Navas del Selpillar es una localidad española del municipio de Lucena, perteneciente a la provincia de Córdoba, en la comunidad autónoma de Andalucía. Se encuentra situada a 12 kilómetros del núcleo urbano de Lucena, y a apenas unos kilómetros del municipio de Moriles.

## Historia
Durante la Antigüedad esta zona era conocida por la presencia de aguas medicinales, llegando a operar unos baños medicinales de cierto renombre. Es de importancia el abrevadero en la fuente del Pilar, que data de época romana. En el área de Navas del Selpillar se han encontrado diversos restos arqueológicos romanos que algunos historiadores han identificado con la población romana de «Silpia». Tradicionalmente, la principal actividad económica de la localidad ha sido la agricultura, teniendo una notable presencia los viñedos y los olivares 
A finales del siglo XIX el ferrocarril llegó a la zona con la construcción de la línea Linares-Puente Genil, que en esta localidad llegó a contar con su propia estación. El ferrocarril se mantuvo en servicio hasta su clausura en 1985, siendo desmantelado posteriormente. A día de hoy la localidad forma parte de la ruta de la Vía Verde del Aceite, lo que supone un activo turístico.

## Patrimonio
- Iglesia de Nuestra Señora de los Remedios.[5]